# Giao hưởng số 7 (Beethoven)

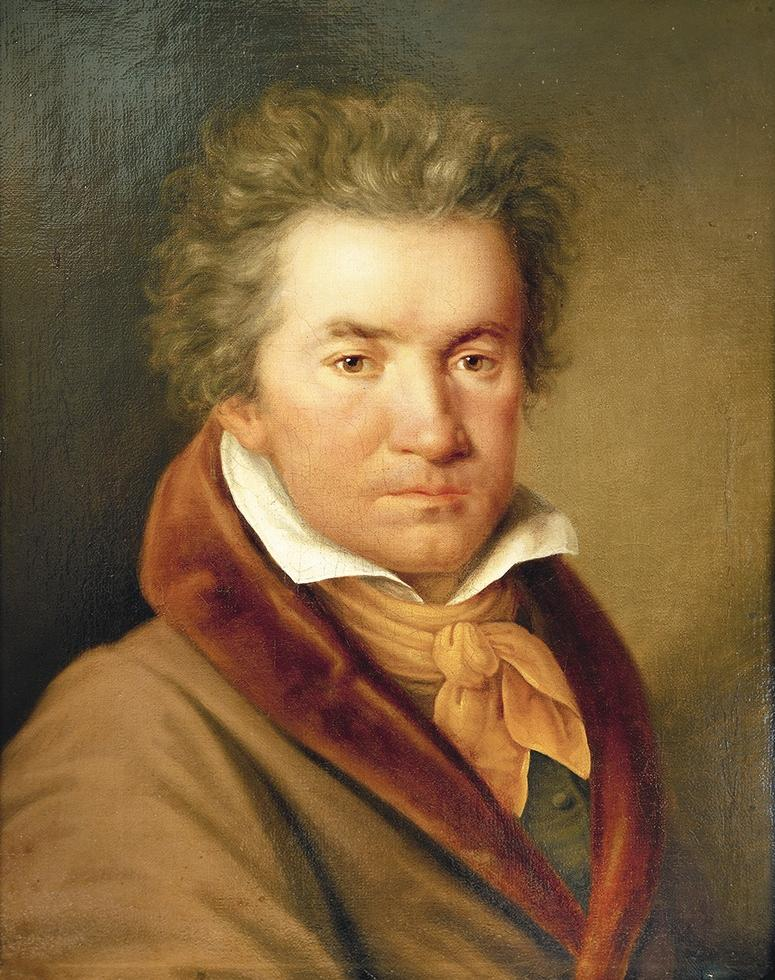
Chân dung Beethoven năm 1815, hơn hai năm sau khi sáng tác bản giao hưởng số 7

Giao hưởng số 7 cung La trưởng, Opus 92, là bản giao hưởng thứ bảy trong số chín bản giao hưởng của Ludwig van Beethoven. Ông sáng tác bản giao hưởng này khi đang an dưỡng tại thị trấn suối nước khoáng ở Teplice, Bohemia. Nó được hoàn thành vào năm 1812 và được tác giả dành tặng cho bá tước Moritz von Fries.